# Black Volley Beskydy
Black Volley Beskydy – czeska męska drużyna siatkarska z siedzibą w Ostrawie, występująca w najwyższej klasie rozgrywkowej – extralidze. Działa w ramach klubu Blue Volley Ostrava. Do końca sezonu 2023/2024 funkcjonowała w strukturach klubu Green Volley Frýdek-Místek, powstałego w 2008 roku jako Školní sportovní klub Beskydy.
Klub początkowo działał jako ośrodek szkolenia młodzieży, stopniowo rozwijając kolejne kategorie wiekowe. W 2016 roku stał się częścią projektu Volley Beskydy, zrzeszającego trzy kluby z kraju morawsko-śląskiego: Green Volley Frýdek-Místek, Blue Volley Ostrava oraz Red Volley Frýdlant n/O.
Do seniorskich rozgrywek przystąpił w sezonie 2014/2015. W 2016 roku, po awansie do I ligi, zespół przyjął obecną nazwę – Black Volley Beskydy. W sezonie 2019/2020, po przejęciu licencji od SK Volejbal Brno, zadebiutował w extralidze. Największym osiągnięciem drużyny było zdobycie Pucharu Czech w sezonie 2023/2024, co umożliwiło jej w kolejnym sezonie debiut w europejskich pucharach.
Swoje mecze domowe do końca sezonu 2023/2024 rozgrywała głównie w hali sportowej przy Szkole Podstawowej nr 6 we Frydku-Mistku, a od sezonu 2024/2025 – w hali sportowej Třebovice	w Ostrawie.

## Historia

### Początki działalności klubu
W czerwcu 2008 roku, z inicjatywy Vavřinca Pečinki, został założony Školní sportovní klub Beskydy (ŠSK Beskydy). Początkowo w klubie funkcjonował jedynie zespół młodzików, rywalizujący na poziomie powiatowym i regionalnym (krajowym). W kolejnych latach stopniowo tworzono następne kategorie wiekowe – kadetów oraz juniorów – które wkrótce zaczęły występować na najwyższym szczeblu rozgrywek młodzieżowych w Czechach.
W sezonie 2014/2015 w ramach ŠSK Beskydy utworzono również zespół seniorski, który zgłoszono do rozgrywek 2. ligi. W grupie C tej klasy rozgrywkowej drużyna zajęła 2. miejsce.

### Powstanie projektu Volley Beskydy
Na początku 2016 roku zainicjowano projekt Volley Beskydy, którego celem była współpraca klubów z kraju morawsko-śląskiego. Pod szyldem Volley Beskydy znalazły się następujące kluby:
- Školní sportovní klub Beskydy,
- Školní sportovní klub Ostrava (ŠSK Ostrava), założony w 2008 roku,
- Volejbalový klub Frýdlant nad Ostravicí (VK Frýdlant n/O), utworzony w 2013 roku.

Projekt objął męskie zespoły we wszystkich kategoriach wiekowych. Struktura Volley Beskydy została oparta na tzw. „kolorowej” minisiatkówce (cz. barevný minivolejbal, BMV), w której poszczególne grupy wiekowe oznaczono innymi kolorami. Kluby wchodzące w skład projektu przyjęły następujące nazwy:
- ŠSK Beskydy – Green Volley Beskydy[6],
- ŠSK Ostrava – Blue Volley Ostrava[7],
- VK Frýdlant n/O – Red Volley Frýdlant n/O[8].

W ramach projektu rozpoczęto realizację programów Beskyďáček i Ostraváček, skierowanych do uczniów szkół podstawowych. Program Beskyďáček wdrożono w placówkach we Frýdku-Místku, Frýdlancie nad Ostrawicą oraz w okolicznych miejscowościach, natomiast Ostraváček – w Ostrawie i na obszarach przyległych.

### Droga do extraligi
W sezonie 2015/2016 zespół Green Volley Beskydy kontynuował grę w 2. lidze. Drużyna zajęła 1. miejsce w grupie C, co dało jej prawo udziału w turnieju kwalifikacyjnym do 1. ligi. Po zwycięstwie w tym turnieju awansowała do 1. ligi będącej drugim poziomem rozgrywkowym w Czechach.
Pierwszoligowy zespół przyjął nazwę Black Volley Beskydy, pozostając jednak formalnie w strukturach Green Volley Beskydy. Debiutancki sezon w 1. lidze drużyna zakończyła na 2. pozycji, przegrywając w finale fazy play-off z TJ Turnov. W sezonie 2017/2018 Black Volley Beskydy zajął 1. miejsce w fazie zasadniczej, a po zwycięstwie w finale z TJ Sokol Dobřichovice zdobył mistrzostwo 1. ligi. Umożliwiło to drużynie udział w barażu o awans do najwyższej klasy rozgrywkowej – extraligi – przeciwko klubowi Aero Odolena Voda. W serii do trzech zwycięstw Black Volley Beskydy uległ 2–3 i pozostał na kolejny sezon w 1. lidze.
W sezonie 2018/2019 zespół ponownie dotarł do finału fazy play-off, w którym przegrał rywalizację z SK Volejbal Brno. Klub z Brna, po wygranych barażach z VK Benátky nad Jizerou, zdecydował się przekazać swoją licencję na grę w extralidze drużynie Black Volley Beskydy.

### Udział w extralidze
W październiku 2019 roku nazwa klubu została zmieniona z Green Volley Beskydy na Green Volley Frýdek-Místek. Zespół Black Volley Beskydy zadebiutował w extralidze 5 października 2019 roku meczem przeciwko drużynie Volejbal Brno, który zakończył się zwycięstwem beniaminka 3:1. Ze względu na pandemię COVID-19 sezon 2019/2020 został przerwany i niedokończony. W momencie zawieszenia rozgrywek Black Volley Beskydy zajmował 11. miejsce w tabeli.
Sezon 2020/2021 odbywał się w rygorze pandemicznym. Black Volley Beskydy zakończył fazę zasadniczą na 10. miejscu i awansował do rundy wstępnej fazy play-off. W tej rundzie pierwotnie wygrał rywalizację w serii do dwóch zwycięstw z zespołem Aero Odolena Voda, jednak rezultat decydującego meczu pomiędzy tymi drużynami został zweryfikowany na walkower na korzyść drużyny z Odoleny Vody, ponieważ Black Volley Beskydy nie przedstawił aktualnych testów w kierunku zakażenia wirusem SARS-CoV-2.
W kolejnych dwóch sezonach Black Volley Beskydy w klasyfikacji końcowej extraligi uplasował się na 11. miejscu, nie awansując do fazy play-off. W sezonie 2023/2024 zdobył pierwsze trofeum na najwyższym poziomie – Puchar Czech. Dzięki temu uzyskał prawo gry w europejskich pucharach. W rozgrywkach ligowych zajął 9. miejsce.
Przed rozpoczęciem sezonu 2024/2025 postanowiono przenieść licencję extraligowej drużyny z klubu Green Volley Frýdek-Místek do Blue Volley Ostrava ze względu na zmianę miejsca rozgrywania meczów – ze szkolnej hali we Frydku-Mistku do hali Třebovice w Ostrawie. W extralidze zespół nadal występował pod nazwą Black Volley Beskydy, natomiast w Pucharze CEV jako Blue Volley Ostrava. W debiucie w europejskich pucharach przegrał dwumecz w 1/16 finału Pucharu CEV z VK Lvi Praha. W extralidze zajął 11. miejsce.

## Osiągnięcia
- Puchar Czech
  -  1. miejsce (1x): 2024
- 1. liga
  -  1. miejsce (1x): 2018
  -  2. miejsce (2x): 2017, 2019

## Bilans sezonów
| Sezon                                                        | Rozgrywki ligowe | Rozgrywki ligowe | Puchar      |
| Sezon                                                        | Poziom           | Miejsce          | Puchar      |
| ------------------------------------------------------------ | ---------------- | ---------------- | ----------- |
| 2014/2015                                                    | 2. liga (C)      | 2/10             | 1. runda    |
| 2015/2016                                                    | 2. liga (C)      | 1/9              | 2. runda    |
| 2016/2017                                                    | 1. liga          | 2/13             | 2. runda    |
| 2017/2018                                                    | 1. liga          | 1/13             | 2. runda    |
| 2018/2019                                                    | 1. liga          | 2/12             | 2. runda    |
| 2019/2020                                                    | Extraliga        | –/12             | 1/8 finału  |
| 2020/2021                                                    | Extraliga        | 10/12            | ćwierćfinał |
| 2021/2022                                                    | Extraliga        | 11/12            | 1/8 finału  |
| 2022/2023                                                    | Extraliga        | 11/13            | półfinał    |
| 2023/2024                                                    | Extraliga        | 9/13             | 1. miejsce  |
| 2024/2025                                                    | Extraliga        | 11/13            | ćwierćfinał |
| Poziom rozgrywek: pierwszy poziom drugi poziom trzeci poziom |                  |                  |             |

Źródło: 

## Udział w europejskich pucharach
| Sezon     | Rozgrywki  | Osiągnięcie |
| --------- | ---------- | ----------- |
| 2024/2025 | Puchar CEV | 1/16 finału |
| Źródło:   |            |             |